# Rūdiškės
Rūdiškės est une ville de Lituanie ayant en 2005 une population d’environ 2 500 habitants.